# Bombardeo del puerto de Ras Isa de 2025
El bombardeo del puerto de Ras Isa  fueron un serie de catorce ataques aéreos llevados a cabo el 17 de abril de 2025 por la Fuerza Aérea de los Estados Unidos contra la terminal petrolera del puerto de Ras Isa, en la gobernación de Al Hudayda en Yemen. El ataque causó la muerte de al menos 80 personas y heridas a otras 171, convirtiéndose en el ataque más mortífero en Yemen desde el inicio de los ataques estadounidenses en marzo de 2025.

## Antecedentes
Desde principios de 2024, Estados Unidos llevó a cabo una campaña de ataques aéreos contra los hutíes en sus territorios controlados en Yemen como respuesta a sus ataques a buques comerciales y navales en el mar Rojo y el golfo de Adén en apoyo de Palestina en medio de la Guerra en Gaza. El 15 de marzo de 2025, Estados Unidos lanzó la Operación Rough Rider, una intensificación de su campaña de bombardeos en curso que cambió sus principales objetivos de la infraestructura militar hutí a atacar al liderazgo del grupo. La campaña se produjo en medio de crecientes esfuerzos para presionar a Irán, los principales partidarios de los hutíes durante el segundo mandato del presidente Donald Trump. Según el ejército estadounidense, la operación destruyó «múltiples instalaciones de comando y control, sistemas de defensa aérea, instalaciones de fabricación de armas avanzadas y lugares de almacenamiento de armas avanzadas» de los hutíes, Sin embargo, la organización de vigilancia Airwars afirmó que el cambio de estrategia puso a los civiles en mayor riesgo ante los ataques estadounidenses.

## Bombardeos
El 17 de abril de 2025, la terminal petrolera de Ras Isa, ubicada a unos 55 kilómetros al norte de la ciudad portuaria de Hodeida, fue alcanzada por catorce ataques aéreos estadounidenses. Las imágenes mostraron grandes incendios, explosiones y camiones cisterna de combustible destruidos en el área, así como al menos diez cuerpos carbonizados y hombres que recibían tratamiento por quemaduras. El Mando Central de los Estados Unidos (CENTCOM) afirmó que el objetivo de estos ataques era «degradar la fuente económica de poder de los hutíes»
Según el corresponsal de Al Jazeera, Mohammed al-Attab, los ataques aéreos tomaron por sorpresa a los empleados y camioneros, y los primeros ataques aéreos impactaron la zona mientras estaban trabajando. Alrededor del 70 % de las importaciones y el 80 % de la ayuda humanitaria a Yemen pasan por los puertos de Ras Isa, Hodeida y as-Salif.
La cadena de televisión yemení Al-Masirah informó que muchos de los muertos eran trabajadores petroleros y agregó que cinco paramédicos murieron en ataques secundarios estadounidenses cuando las autoridades sanitarias llegaron al lugar del ataque para atender a los heridos.

## Reacciones
- Hutíes. condenaron los ataques como un «crimen de guerra en toda regla, dado que el puerto es una instalación civil, no militar, que sirve a todos los yemeníes y no es el dominio exclusivo de un grupo específico»[10] y señalaron que «la administración estadounidense es plenamente responsable de las consecuencias de su escalada en el mar Rojo».[1] Al día siguiente los hutíes lanzaron un misil balístico «Zulfiqar» contra un objetivo militar en las proximidades del aeropuerto Ben Gurion. También atacaron los portaaviones estadounidenses Harry S. Truman y Carl Vinson y sus buques de guerra en los mares Rojo y Arábigo con varios misiles de crucero y drones.[11]

- Estados Unidos: el Mando Central de los Estados Unidos afirmó que los ataques aéreos se llevaron a cabo para degradar la fuente económica de los hutíes, y agregó que «los hutíes, sus amos iraníes y aquellos que a sabiendas ayudan e incitan a sus acciones terroristas deben ser advertidos de que el mundo no aceptará el contrabando ilícito de combustible y material bélico a una organización terrorista».[1]

- Irán: condenó enérgicamente los ataques, calificándolos de «bárbaros».[1]

- Hamás denunció los ataques como una «agresión flagrante».[12]